# L'Histoire de France vue par San-Antonio
L'Histoire de France vue par San-Antonio est un ouvrage hors-série de San-Antonio, écrit par Frédéric Dard et sorti en 1964.
Il obtient le record du nombre de ventes de l'année en France avec 350 000 exemplaires.

## Résumé
À la suite d'une découverte archéologique et du peu d'activité dans la police, San-Antonio entreprend de raconter l'Histoire de France à Bérurier, mais une Histoire revue et corrigée, « un petit travail de réfection, quoi ! »
Les grandes étapes de l'Histoire de France telle qu'elle était enseignée dans les années 1960 sont respectées :
- les Gaulois
- l'occupation romaine
- Charlemagne
- Philippe-Auguste
- Saint Louis
- Philippe le Bel
- Jeanne d'Arc et la Guerre de Cent Ans
- François Ier, la Renaissance et les guerres de religion
- Henri IV
- Louis XIII
- Louis XIV
- Louis XV
- Louis XVI et la Révolution française
- Napoléon Ier
- le XIXe siècle
- les deux guerres mondiales

Le côté politique et militaire est compensé par de nombreuses anecdotes plus ou moins fantaisistes, les interventions de Bérurier et des parodies de récits historiques dans lesquels les ancêtres de Bérurier jouent un rôle important (par exemple, pour l'époque Louis XIII, le mousquetaire Bérugnan réussit à déconsidérer d'Artagnan aux yeux d'Anne d'Autriche, se fait remettre les fameux ferrets de la reine, et s'avère être le père biologique du futur Louis XIV). San-Antonio insiste sur le côté « petite histoire » et sur la vie privée des personnages importants, ce qui les humanise et permet de constater « qu'on nous avait doré l'Histoire avec cette même poudre aux yeux qui sert à nous dorer la pilule ! ».